# Carlo II di Meclemburgo-Strelitz
Carlo II di Meclemburgo-Strelitz (Mirow, 10 ottobre 1741 – Neustrelitz, 6 novembre 1816) è stato prima duca e poi granduca di Meclemburgo-Strelitz.

## Biografia

### I primi anni e la carriera

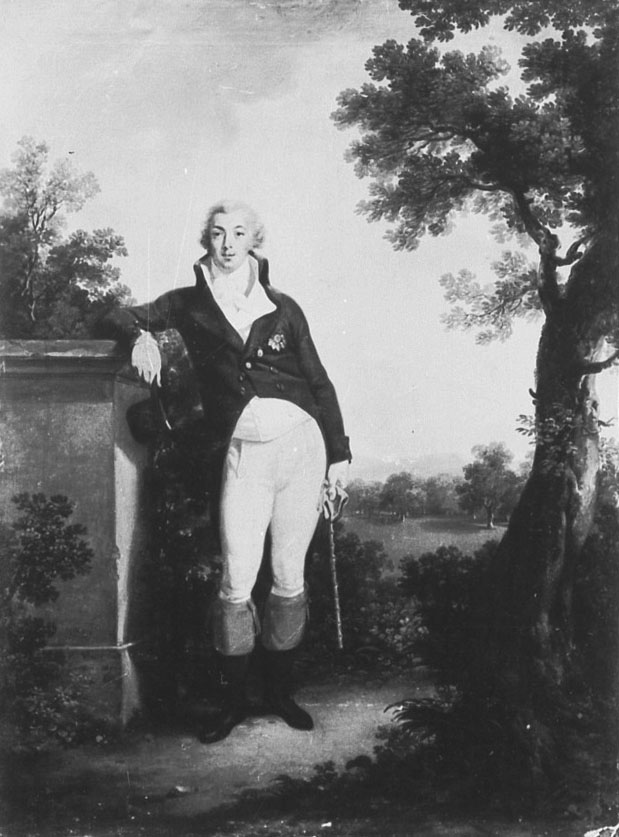
Il giovane principe Carlo di Meclemburgo-Strelitz in un ritratto del 1800

Nato a Mirow, Carlo era figlio del principe Carlo Ludovico Federico di Meclemburgo-Strelitz e di Elisabetta Albertina di Sassonia-Hildburghausen.
Iniziò la propria carriera militare servendo come luogotenente generale nell'esercito dell'Hannover sotto il governo del cognato, il re inglese Giorgio III, prendendo parte nell'ambito della guerra dei Sette anni agli scontri in Portogallo al fianco del conte Guglielmo di Schaumburg-Lippe a favore del Portogallo e contro la Spagna. Nel 1776, al termine degli scontri, divenne governatore dell'Hannover e comandante delle locali Fußgarde (l'equivalente delle Footguards inglesi) ed ottenere la nomina a generale di fanteria (più tardi maresciallo di campo). Come governatore dell'Hannover, detenne di fatto tutti i poteri di un sovrano dal momento che il re inglese non poteva per legge risiedere in Germania e lasciare il trono inglese.
Poco dopo essere rimasto vedovo per la seconda volta nel dicembre del 1785, Carlo chiese il permesso di ritirarsi dalla vita militare nell'Hannover e diede le dimissioni anche da governatore. Come ricompensa per il fedele servizio tributato, Giorgio III lo nominò feldmaresciallo garantendogli anche una pensione a vita. Carlo trascorse da quel momento gran parte del suo tempo libero a Darmstadt dove divenne massone (fu membro della "Stretta Osservanza Templare" e delle logge viennesi La Beneficenza e La Vera Concordia, Mozart gli dedicò il 17 Novembre 1785 nella loggia "La Speranza Coronata" la sua ode detta funebre, scritta nel luglio di quell'anno -K477/479a-) e presidente della Commissione imperiale di credito, cogliendo talvolta l'occasione per recarsi in Inghilterra e fare visita alla sorella.

### Il regno

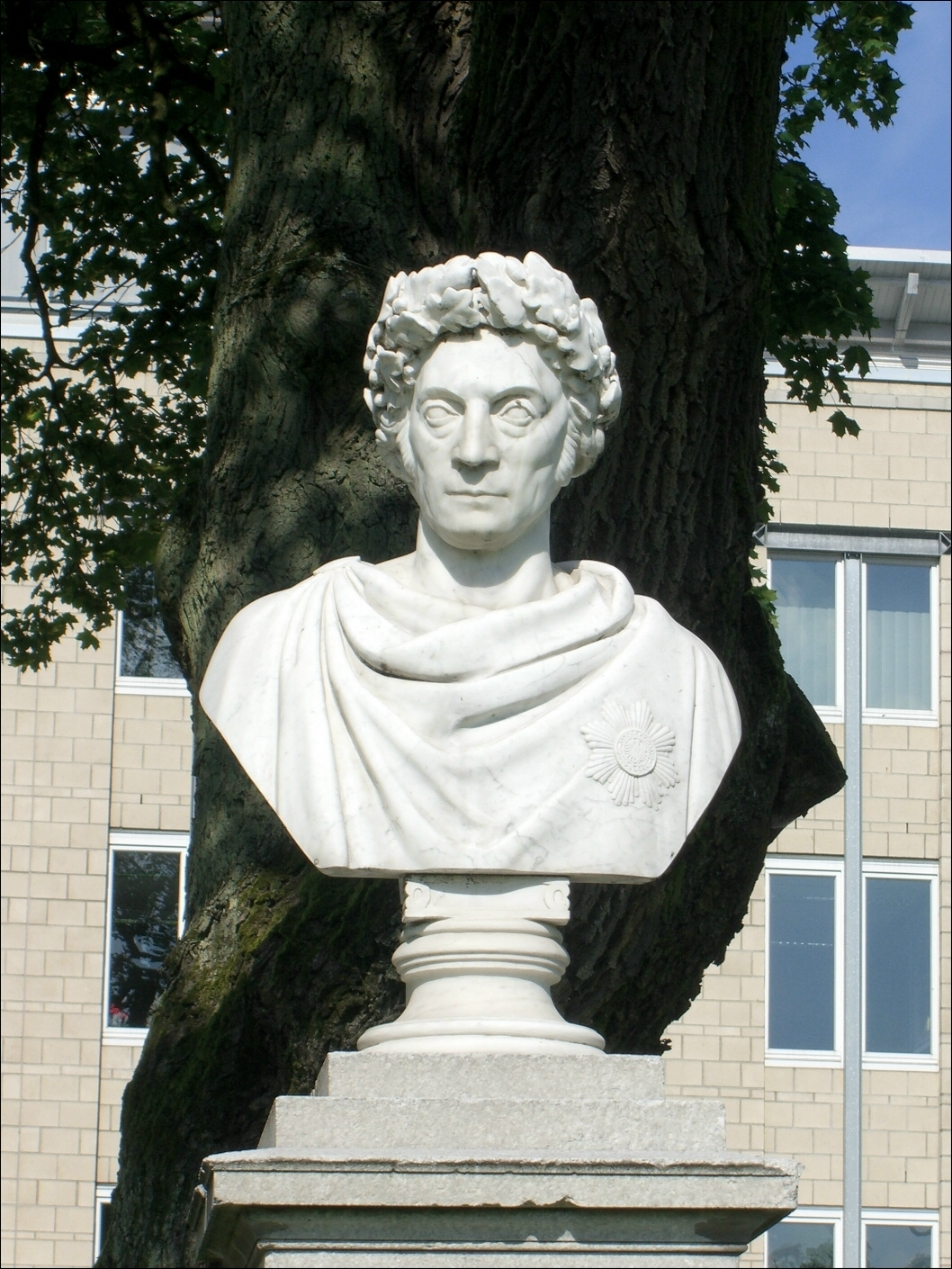
Busto di Carlo II a Neustrelitz.

Dopo che Adolfo Federico III era morto senza discendenti nel 1752, il fratello maggiore di Carlo, Adolfo Federico IV divenne duca di Meclemburgo-Strelitz. Dopo che anche quest'ultimo morì senza eredi nel 1794, Carlo II ereditò il ducato.
Da regnante, Carlo II incoraggiò l'agricoltura, stabilendo nel contempo anche un nuovo sistema scolastico e di polizia per il controllo del territorio. Nel 1806, il suo ducato aderì alla Confederazione del Reno. Al Congresso di Vienna nel 1815 il suo titolo venne elevato, portandolo a granduca.
Nell'estate del 1816 Carlo si recò per un tour a Rebberg, Schwalbach e Hildburghausen ma, poco dopo essere tornato in patria, si ammalò per un'infiammazione ai polmoni. Carlo morì di apoplessia il 6 novembre 1816 a Neustrelitz e gli successe il figlio Giorgio.

## Matrimoni

### Primo Matrimonio

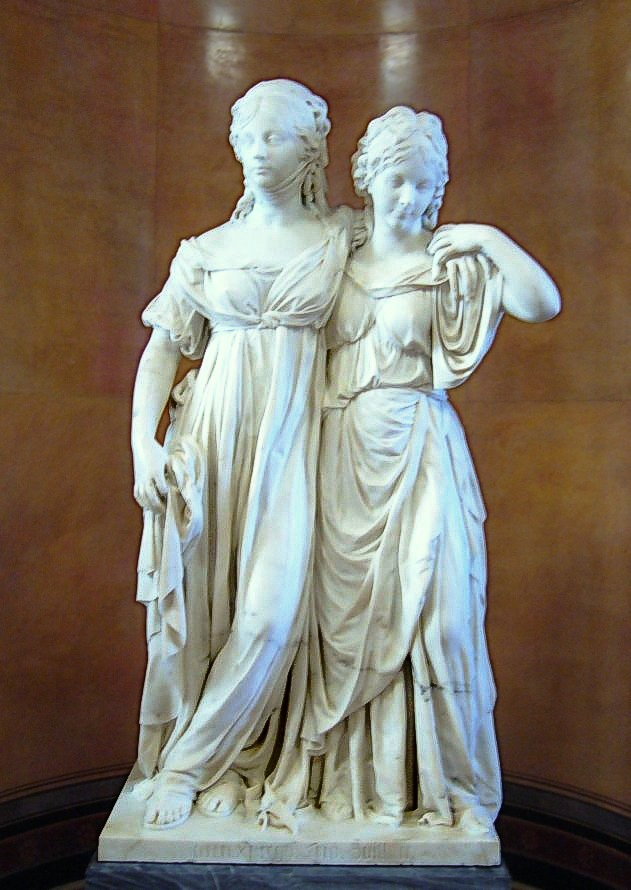
Scultura di Johann Gottfried Schadow raffigurante le principessine Luisa e Federica di Meclemburgo-Strelitz.

Sposò, il 18 settembre 1768 a Darmstadt, Federica d'Assia-Darmstadt, figlia del principe Giorgio Guglielmo d'Assia-Darmstadt. Ebbero dieci figli:
- Carlotta (17 novembre 1769-14 maggio 1818), sposò Federico di Sassonia-Hildburghausen;
- Carolina Augusta (17 febbraio 1771-11 gennaio 1773);
- Giorgio Carlo (4 marzo 1772-21 maggio 1773);
- Teresa (5 aprile 1773-12 febbraio 1839), sposò il principe Carlo Alessandro di Thurn und Taxis;
- Federico Giorgio (1º settembre 1774-5 novembre 1775);
- Luisa (10 marzo 1776-19 luglio 1810), sposò il re Federico Guglielmo III di Prussia;
- Federica (2 marzo 1778-29 luglio 1841), sposò il re Ernesto Augusto I di Hannover;
- Giorgio (12 agosto 1779-6 settembre 1860), sposò Maria d'Assia-Kassel;
- Federico Carlo (7 gennaio 1781-24 marzo 1783);
- Augusta Albertina (19-20 maggio 1782).

### Secondo Matrimonio
Sposò, il 12 dicembre 1785, Carlotta d'Assia-Darmstadt, sorella della prima moglie. Ebbero un figlio:
- Carlo Federico Augusto (30 novembre 1785-21 settembre 1837).

## Ascendenza
|                                                 |                                    |                                                  | Genitori                                                   |  |  | Nonni |  |  | Bisnonni                                  |  |  | Trisnonni                            |  |
|                                                 |                                    |                                                  |                                                            |  |  |       |  |  | Adolfo Federico I di Meclemburgo-Schwerin |  |  | Giovanni VII di Meclemburgo-Schwerin |  |
|                                                 |                                    |                                                  |                                                            |  |  |       |  |  | Adolfo Federico I di Meclemburgo-Schwerin |  |  | Giovanni VII di Meclemburgo-Schwerin |  |
|                                                 |                                    | Sofia di Holstein-Gottorp                        |                                                            |  |  |       |  |  | Adolfo Federico I di Meclemburgo-Schwerin |  |  |                                      |  |
| Adolfo Federico II di Meclemburgo-Strelitz      |                                    |                                                  |                                                            |  |  |       |  |  | Adolfo Federico I di Meclemburgo-Schwerin |  |  |                                      |  |
|                                                 |                                    | Maria Caterina di Brunswick-Wolfenbüttel         | Giulio Ernesto di Brunswick-Dannenberg                     |  |  |       |  |  |                                           |  |  |                                      |  |
|                                                 |                                    | Maria Caterina di Brunswick-Wolfenbüttel         | Giulio Ernesto di Brunswick-Dannenberg                     |  |  |       |  |  |                                           |  |  |                                      |  |
|                                                 |                                    | Maria Caterina di Brunswick-Wolfenbüttel         | Maria della Frisia orientale                               |  |  |       |  |  |                                           |  |  |                                      |  |
| Carlo Ludovico Federico di Meclemburgo-Strelitz |                                    | Maria Caterina di Brunswick-Wolfenbüttel         |                                                            |  |  |       |  |  |                                           |  |  |                                      |  |
|                                                 |                                    | Cristiano Guglielmo di Schwarzburg-Sondershausen | Antonio Günther I di Schwarzburg-Sondershausen             |  |  |       |  |  |                                           |  |  |                                      |  |
|                                                 |                                    | Cristiano Guglielmo di Schwarzburg-Sondershausen | Antonio Günther I di Schwarzburg-Sondershausen             |  |  |       |  |  |                                           |  |  |                                      |  |
|                                                 |                                    | Cristiano Guglielmo di Schwarzburg-Sondershausen | Maria Maddalena del Palatinato-Zweibrücken                 |  |  |       |  |  |                                           |  |  |                                      |  |
| Cristiana Emilia di Schwarzburg-Sondershausen   |                                    | Cristiano Guglielmo di Schwarzburg-Sondershausen |                                                            |  |  |       |  |  |                                           |  |  |                                      |  |
|                                                 |                                    | Antonia Sibilla di Barby-Muhlingen               | Alberto Federico I di Barby-Mühlingen                      |  |  |       |  |  |                                           |  |  |                                      |  |
|                                                 |                                    | Antonia Sibilla di Barby-Muhlingen               | Alberto Federico I di Barby-Mühlingen                      |  |  |       |  |  |                                           |  |  |                                      |  |
|                                                 |                                    | Antonia Sibilla di Barby-Muhlingen               | Sofia Ursula di Oldenburg-Delmenhorst                      |  |  |       |  |  |                                           |  |  |                                      |  |
| Carlo II di Meclemburgo-Strelitz                |                                    | Antonia Sibilla di Barby-Muhlingen               |                                                            |  |  |       |  |  |                                           |  |  |                                      |  |
|                                                 | Ernesto di Sassonia-Hildburghausen | Ernesto I di Sassonia-Gotha-Altenburg            |                                                            |  |  |       |  |  |                                           |  |  |                                      |  |
|                                                 | Ernesto di Sassonia-Hildburghausen | Ernesto I di Sassonia-Gotha-Altenburg            |                                                            |  |  |       |  |  |                                           |  |  |                                      |  |
|                                                 | Ernesto di Sassonia-Hildburghausen | Elisabetta Sofia di Sassonia-Altenburg           |                                                            |  |  |       |  |  |                                           |  |  |                                      |  |
| Ernesto Federico I di Sassonia-Hildburghausen   | Ernesto di Sassonia-Hildburghausen |                                                  |                                                            |  |  |       |  |  |                                           |  |  |                                      |  |
|                                                 |                                    | Sofia Enrichetta di Waldeck                      | Giorgio Federico di Waldeck                                |  |  |       |  |  |                                           |  |  |                                      |  |
|                                                 |                                    | Sofia Enrichetta di Waldeck                      | Giorgio Federico di Waldeck                                |  |  |       |  |  |                                           |  |  |                                      |  |
|                                                 |                                    | Sofia Enrichetta di Waldeck                      | Elisabetta Carlotta di Nassau-Siegen                       |  |  |       |  |  |                                           |  |  |                                      |  |
| Elisabetta Albertina di Sassonia-Hildburghausen |                                    | Sofia Enrichetta di Waldeck                      |                                                            |  |  |       |  |  |                                           |  |  |                                      |  |
|                                                 |                                    | Giorgio I di Erbach-Erbach                       | Giorgio Alberto I di Erbach                                |  |  |       |  |  |                                           |  |  |                                      |  |
|                                                 |                                    | Giorgio I di Erbach-Erbach                       | Giorgio Alberto I di Erbach                                |  |  |       |  |  |                                           |  |  |                                      |  |
|                                                 |                                    | Giorgio I di Erbach-Erbach                       | Elisabetta Dorotea di Hohenlohe-Waldenburg-Schillingsfürst |  |  |       |  |  |                                           |  |  |                                      |  |
| Sofia Albertina di Erbach-Erbach                |                                    | Giorgio I di Erbach-Erbach                       |                                                            |  |  |       |  |  |                                           |  |  |                                      |  |
|                                                 |                                    | Amalia Caterina di Waldeck-Eisenberg             | Filippo Teodoro di Waldeck                                 |  |  |       |  |  |                                           |  |  |                                      |  |
|                                                 |                                    | Amalia Caterina di Waldeck-Eisenberg             | Filippo Teodoro di Waldeck                                 |  |  |       |  |  |                                           |  |  |                                      |  |
|                                                 |                                    | Amalia Caterina di Waldeck-Eisenberg             | Maria Maddalena del Palatinato-Zweibrücken                 |  |  |       |  |  |                                           |  |  |                                      |  |
|                                                 |                                    | Amalia Caterina di Waldeck-Eisenberg             |                                                            |  |  |       |  |  |                                           |  |  |                                      |  |